# Marcel Freeman
Marcel Freeman (Port Washington, 30 marzo 1960) è un ex tennista statunitense.

## Carriera
In carriera ha vinto 1 titolo di doppio. Nei tornei del Grande Slam ha ottenuto il suo miglior risultato raggiungendo i quarti di finale di doppio misto a Wimbledon nel 1988 e agli US Open nel 1985, e il terzo turno nel singolare agli Australian Open nel 1983 e agli US Open nel 1986.

## Statistiche

### Doppio

#### Vittorie (1)
| Numero | Anno | Torneo               | Superficie | Compagno      | Avversari in finale              | Punteggio |
| 1.     | 1985 | Lorraine Open, Nancy | Cemento    | Rodney Harmon | Jaroslav Navrátil Jonas Svensson | 6–4, 7–6  |